# Општина Градиштеа (Илфов)
Градиштеа (рум. Grădiştea) општина је у Румунији у округу Илфов.
Oпштина се налази на надморској висини од 76 m.